# Strachotice
Obec Strachotice (německy Rausenbruck) se nachází v okrese Znojmo v Jihomoravském kraji, při Dyjsko-mlýnském náhonu zhruba 11,5 km jihovýchodně od Znojma. Žije zde přibližně 1 000 obyvatel.

## Historie
Obec Strachotice vznikla v místě důležitého brodu přes řeku Dyji. První písemná zmínka o obci pochází z roku 1190 v zakládajících listině louckého kláštera, kdy kníže Konrád II. Ota daruje klášteru kapli sv. Jiří. Místní vladykové jsou písemně doloženi od 13. století, jako první je zmíněn Ratiboř ze Strachotic v roce 1223.
Později pojmenována Rausenbruck, což se dá volně přeložit jako vnější most. Byla velice významnou obcí, o čemž svědčí to, že se zde konaly dva trhy týdně stejně tak jako ve Znojmě[zdroj⁠?!]. V obci byl velmi důležitý most přes bažiny.
Osadníci z Rausenbrucku založili v okolí řadu obcí, z nichž nejvýznamnější byla obec Ječmeniště, která byla zbořena po roce 1948, neboť se nacházela v hraničním pásmu. Na jejím místě vyrostla kasárna pohraniční vojenské roty, z níž je dnes jelení farma. Fragmenty bývalé obce je však možno vidět dodnes.
Obec byla po druhé světové válce a po odsunu Němců dosídlena a tak byly zpřetrhány bývalé vazby. V obci i nadále působí několik zemědělců, kteří povětšinou hospodaří na pronajatých pozemcích a nebo pozemcích získaných v restitucích po roce 1989. V obci se příliš nedaří rozvíjet podnikání. Na počet obyvatel je tu však poměrně mnoho hospod, kadeřník a dva obchody s potravinami.
V roce 1948 byla ke katastrálnímu území Strachotic přičleněna většina plochy zrušeného katastru Němčice Pustina, která tvoří jihozápadní část dnešního strachotického katastru. Název Němčice pochází od středověké vesnice, která se v těchto místech nacházela a která zanikla zřejmě 15. století za husitských válek. Jméno však zůstalo zachováno v označení polní tratě a v josefinské době přešlo na nově vzniklé katastrální území.

## Pamětihodnosti
- Kostel svatého Jiří z poloviny 18. století, v okolí barokní sochy[9]
- Sousoší Nejsvětější Trojice
- Výklenková kaplička

## Galerie

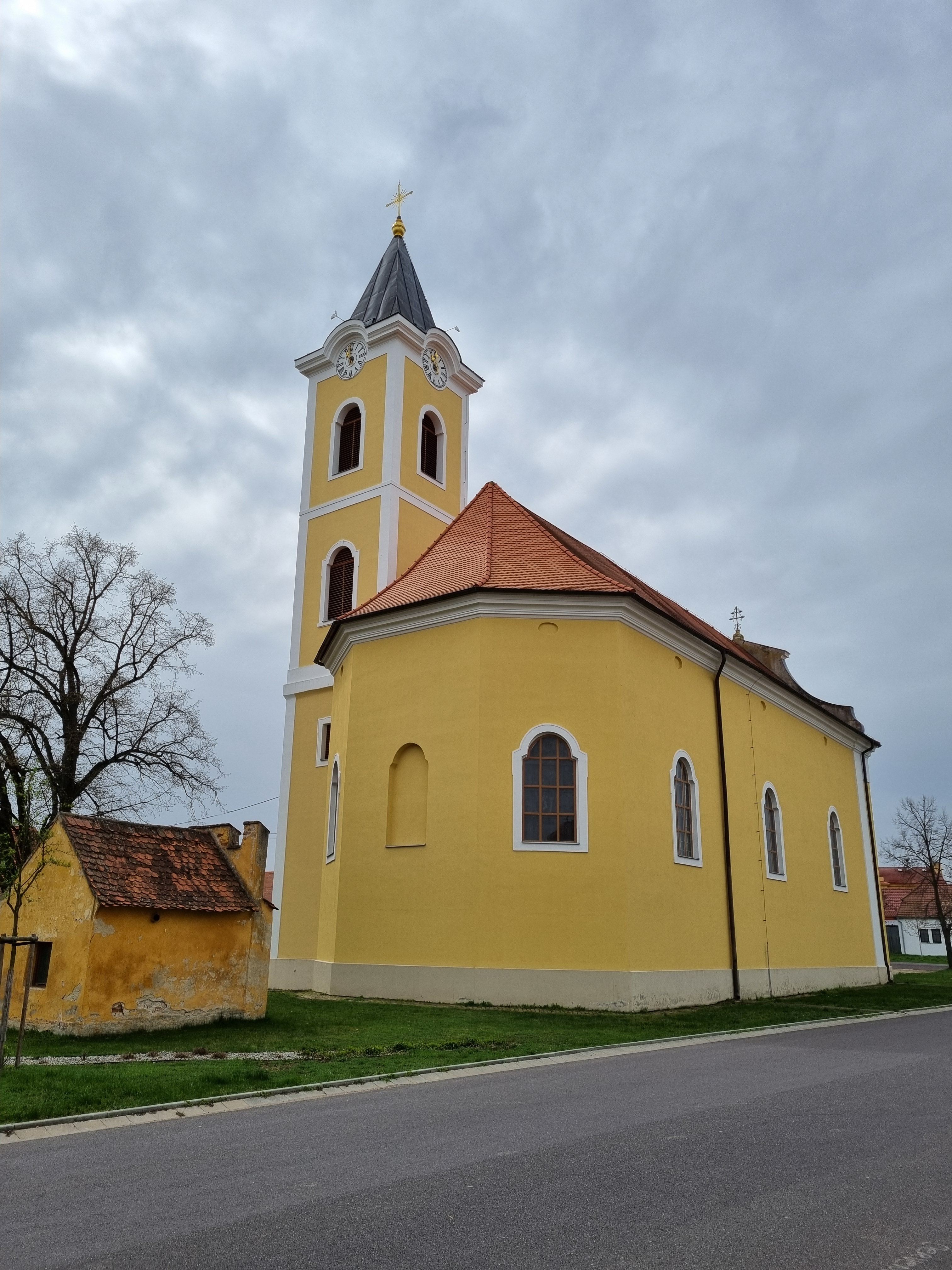
Kostel od východu
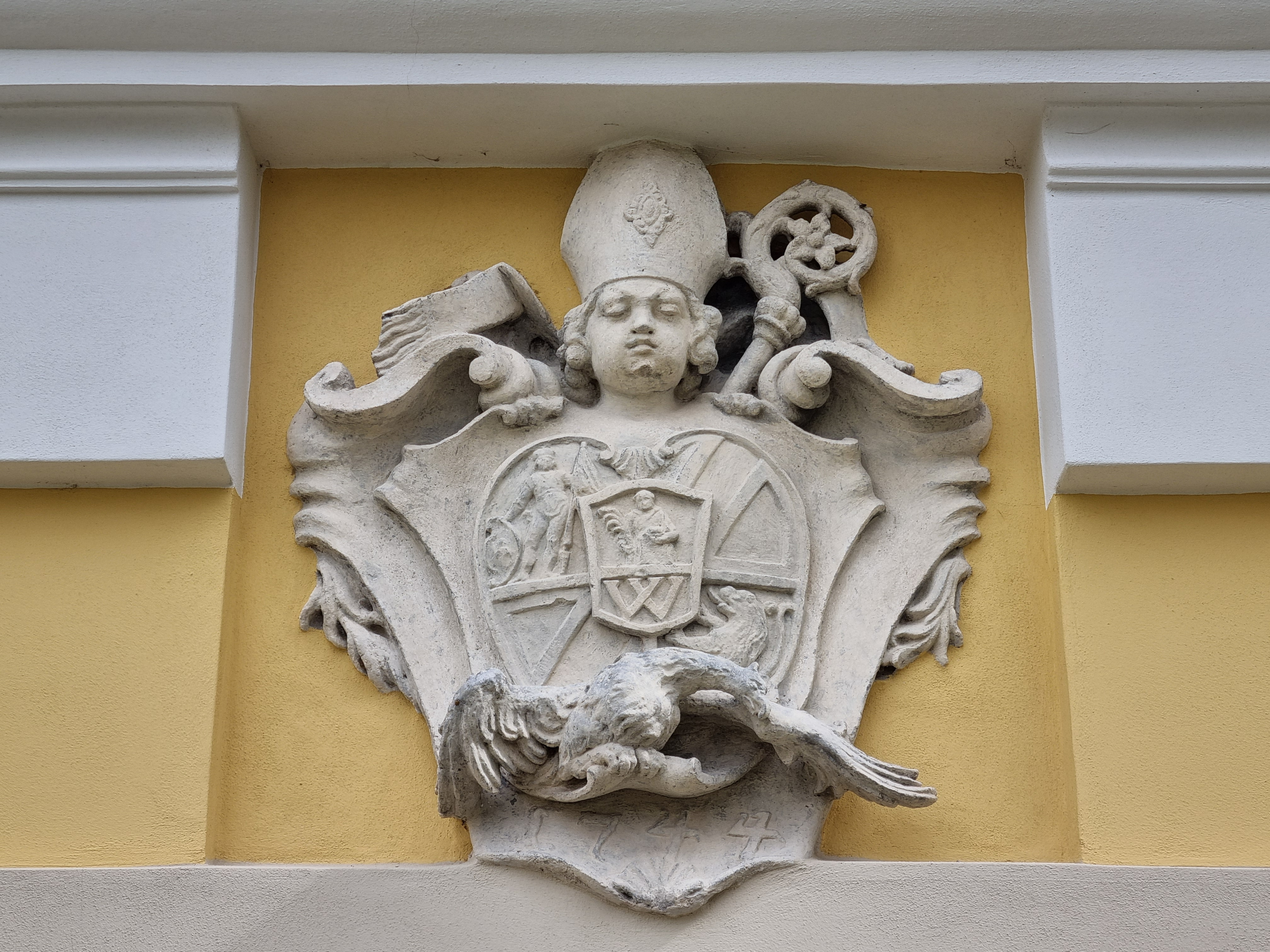
Znak louckého kláštera na průčelí
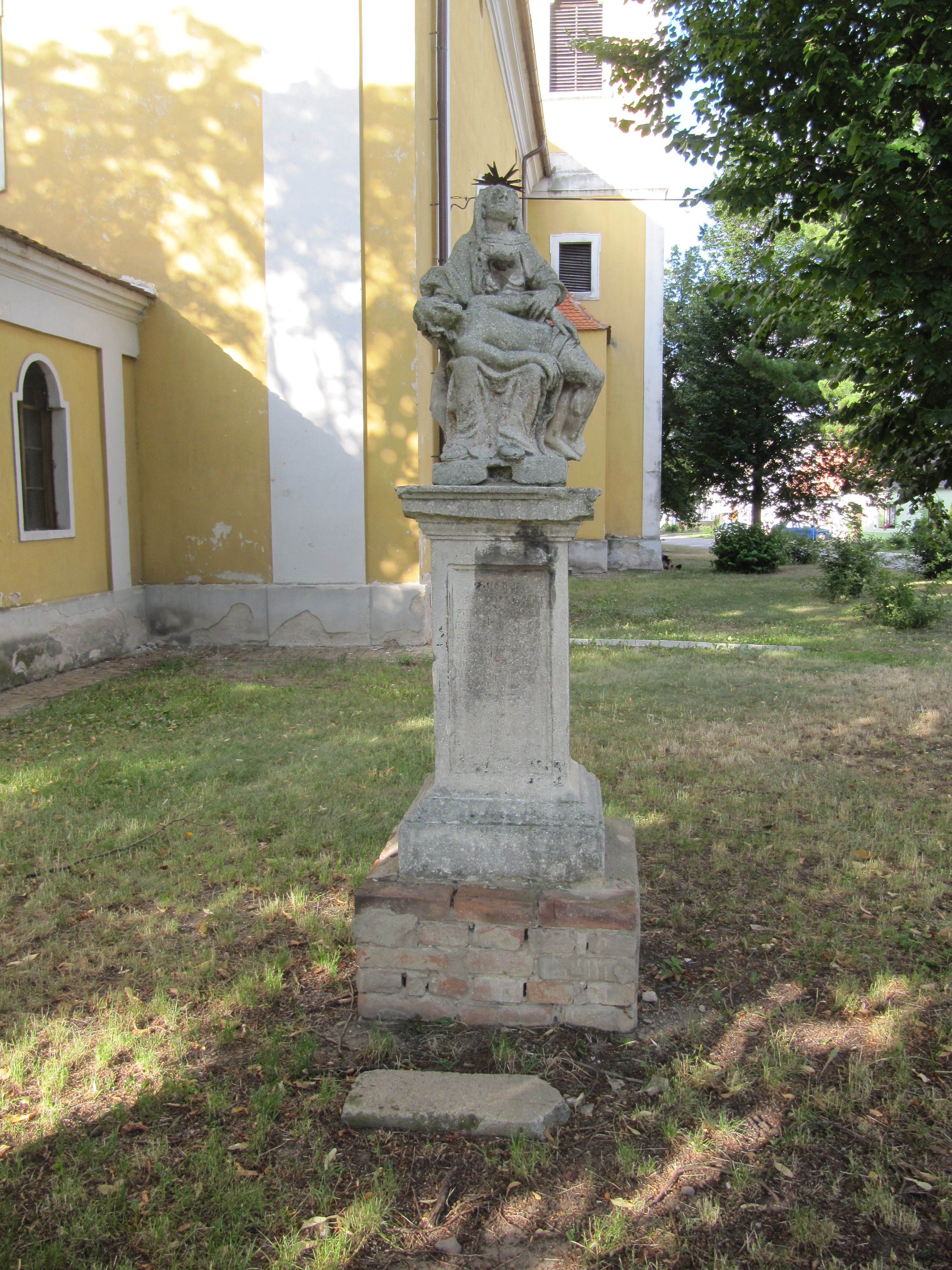
Socha piety
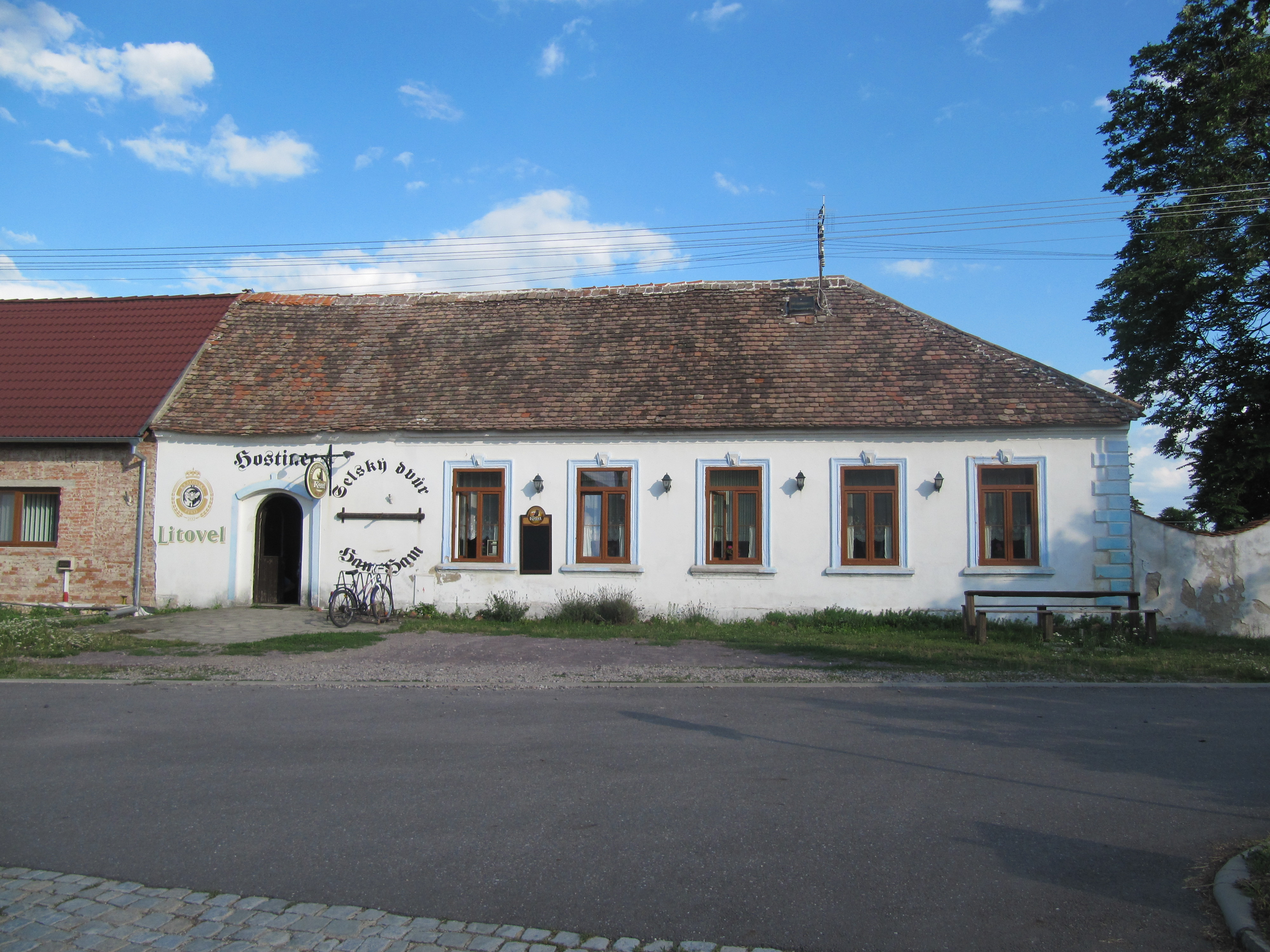
Hospoda Selský dvůr
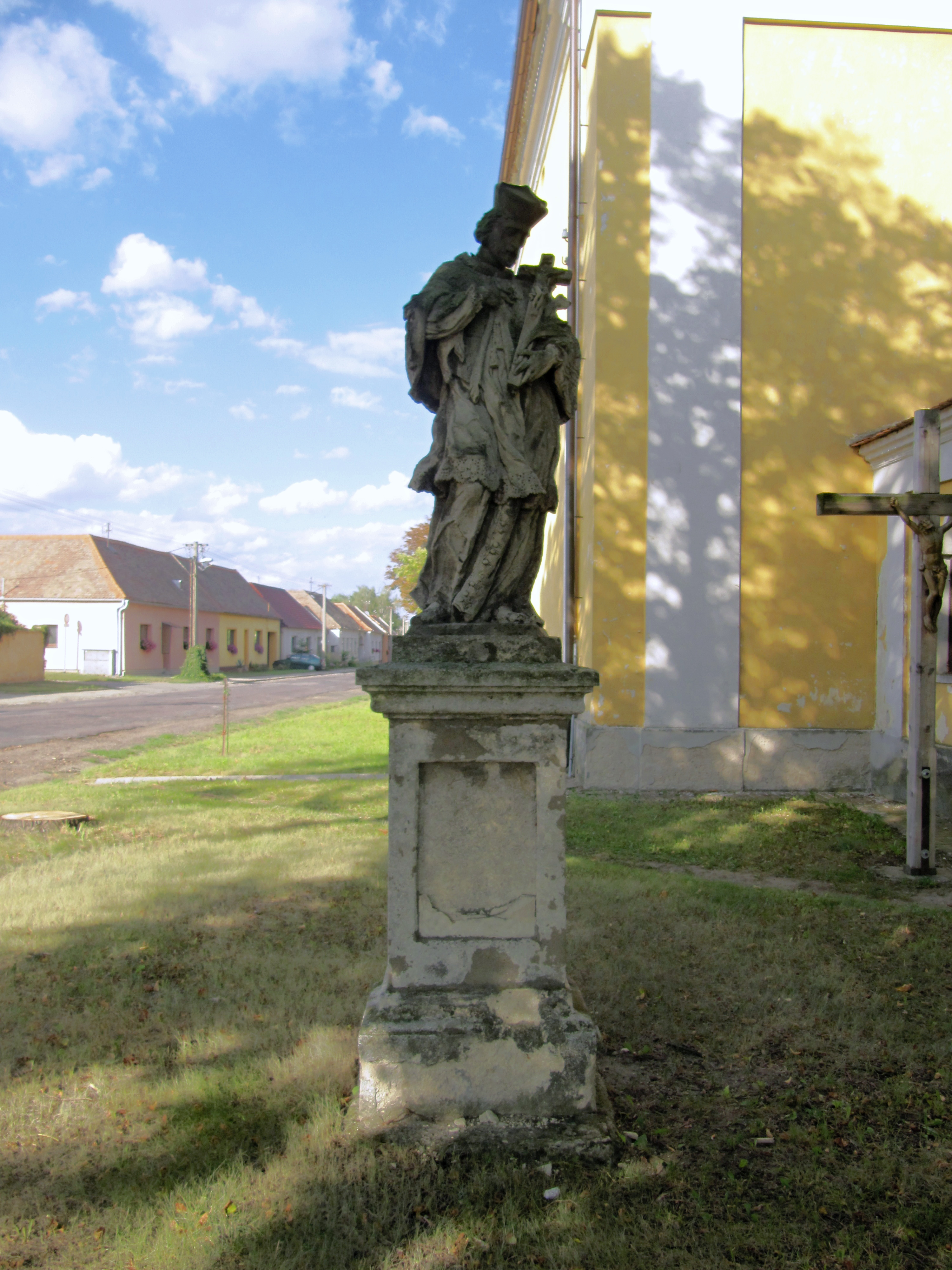
Socha sv. Jana Nepomuckého
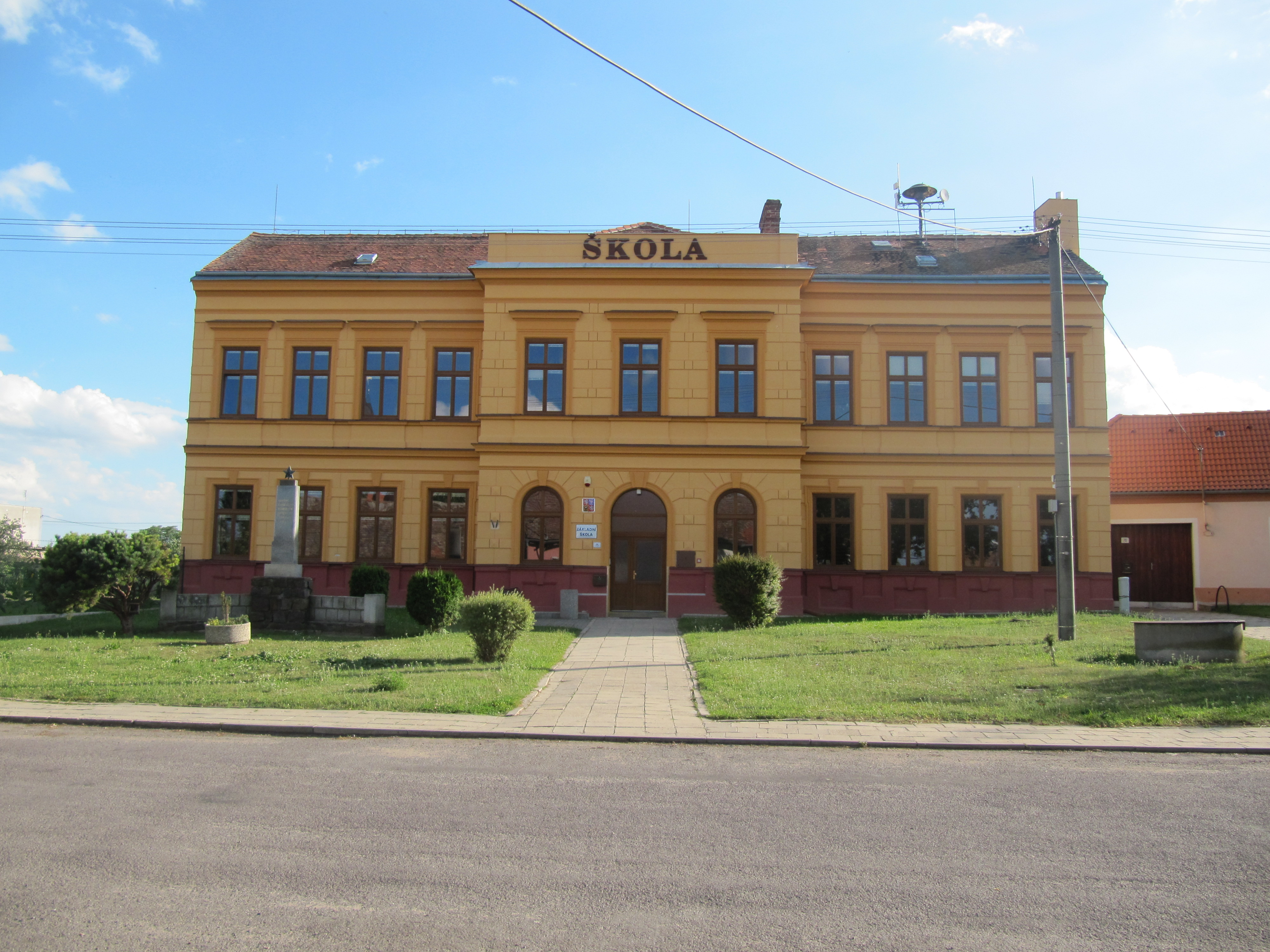
Základní škola
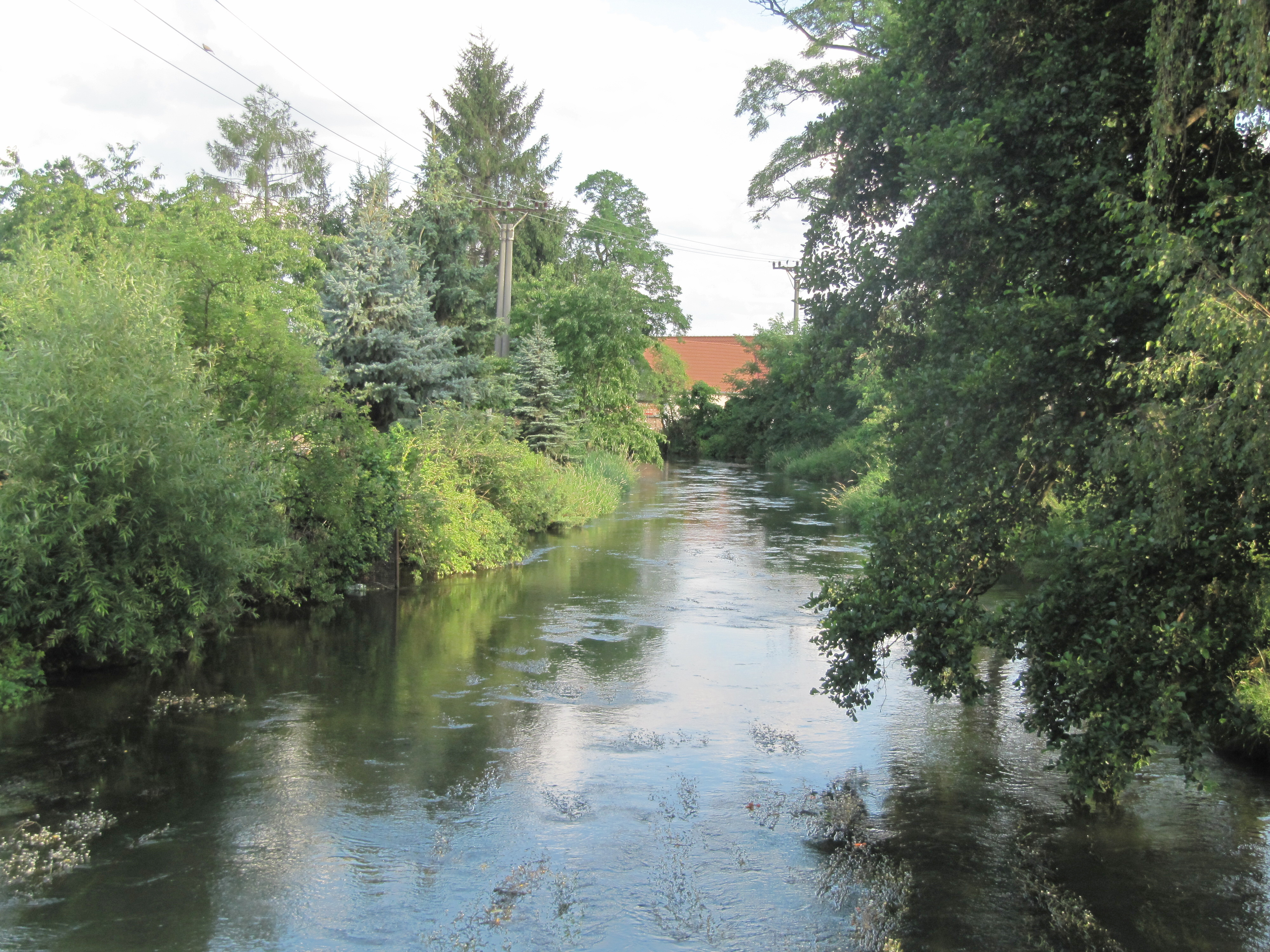
Dyjsko-mlýnský náhon

## Části obce
- Strachotice
- Micmanice